# 205 km (obwód archangielski)
205 km, także Szasta (ros. 205 км, Шаста) – przystanek kolejowy w miejscowości Szasta, w rejonie oneskim, w obwodzie archangielskim, w Rosji. Położony jest na linii Biełomorsk – Obozierskij.